# Malik ibn Anas
Malik ibn Anas (arabiska: مَالِك ابْن أَنَس), född 712, död 795, vars fulla namn var Abu Abdullah Malik ibn Anas ibn al-Harith al-Asbahi, var en muslimsk teolog och lärd och den som grundade den sunnimuslimska rättsskolan maliki. Han föddes i Medina under kulmen av det umayyadiska kalifatet. En av hans lärare var Jafar al-Sadiq, den sjätte shiaimamen som utvecklade den imamitiska skolan. Den viktigaste boken Malik lämnade efter sig var al-Muwatta (Den vandrade vägen).